# Cloruro de titanio(III)
El cloruro de titanio(III) es un compuesto inorgánico de fórmula TiCl₃. Existen al menos cuatro especies distintas con esta fórmula, además de derivados hidratados. El TiCl₃ es uno de los haluros de titanio más comunes y es un importante catalizador en la fabricación de poliolefinas.

## Estructura y enlaces
En el TiCl3, cada átomo de titanio tiene un electrón d, por lo que sus derivados son paramagnéticos, es decir, que la sustancia es atraída por un campo magnético. Las soluciones de cloruro de titanio(III) son de color violeta, que surge de las excitaciones de su electrón d. El color no es muy intenso ya que la regla de selección de Laporte prohíbe dicha transición.
Se conocen cuatro formas sólidas o polimorfos del TiCl₃. Todas ellas contienen titanio en una esfera de coordinación octaédrica. Estas formas pueden distinguirse por cristalografía, así como por sus propiedades magnéticas, que revelan las interacciones de intercambio. El β-TiCl₃ cristaliza en forma de agujas marrones. Su estructura está formada por cadenas de octaedros TiCl₆ que comparten caras opuestas, de modo que la distancia Ti-Ti más cercana es de 2,91 Å. Esta corta distancia indica fuertes interacciones metal-metal (véase la figura de la derecha). Las tres formas «estratificadas» de color violeta, denominadas así por su color y su tendencia a escamarse, se denominan alfa (α), gamma (γ) y delta (δ). En el α-TiCl₃, los aniones cloruro son hexagonales y están muy juntos. En el γ-TiCl3, los aniones cloruro tienen un empaquetamiento cúbico. Por último, la estructura intermedia entre la alfa y la gamma, denominada forma δ, se debe al desorden en las sucesiones de cambio. El TiCl6 comparte aristas en cada forma, siendo 3,60 Å la distancia más corta entre los cationes de titanio. Esta gran distancia entre los cationes de titanio impide la unión metal-metal directa. En cambio, los trihaluros de los metales más pesados, el hafnio y el circonio, se unen entre sí. En el cloruro de circonio (III) se observa una unión directa Zr-Zr. La diferencia entre los materiales de Zr(III) y Ti(III) se atribuye en parte a los radios relativos de estos centros metálicos.
Se conocen dos hidratos de cloruro de titanio(III), es decir, complejos que contienen ligandos de agua. Se trata del par de isómeros de hidratación [Ti(H₂O)₆]Cl₃ y [Ti(H₂O)₄Cl₂]Cl(H₂O)₂. El primero es de color violeta y el segundo, con dos moléculas de agua en la estructura cristalina, es de color verde.

## Síntesis y reactividad
El TiCl₃ se obtiene normalmente mediante la reducción del cloruro de titanio(IV). Los métodos de reducción más antiguos utilizaban hidrógeno.
2 TiCl4  +  H2   →  2 HCl  +  2 TiCl3
También puede producirse por la reacción de titanio metálico y ácido clorhídrico concentrado caliente; esta reacción no se produce a temperatura ambiente, ya que el titanio está pasivado contra la mayoría de los ácidos minerales por una fina capa superficial de dióxido de titanio.
2 Ti  +  6 HCl   →  3 H2  +  2 TiCl3
Se reduce fácilmente con aluminio y se vende como una mezcla de tricloruro de aluminio y TiCl3·AlCl3. Esta mezcla puede separarse para obtener TiCl₃()₃. El complejo adopta una estructura meridional. El complejo de color azul claro TiCl₃(THF)₃ se forma cuando el TiCl₃ se trata con tetrahidrofurano (THF).
TiCl3 + 3 C4H8O → TiCl3(OC4H8)3
Un complejo análogo de color verde oscuro se obtiene al complejar con dimetilamina. En una reacción en la que se intercambian todos los ligandos, el TiCl₃ es un precursor del complejo Ti(acac)₃ de color azul.
El cloruro de titanio (II) más reducido se prepara mediante la desproporción térmica de TiCl3 a 500 °C. La reacción es impulsada por la pérdida de TiCl4 volátil: 
2 TiCl3 → TiCl2 + TiCl4
Los haluros ternarios, como el A 3 TiCl 6, tienen estructuras que dependen del catión (A+) añadido. El cloruro de cesio tratado con cloruro de titanio(II) y hexaclorobenceno produce CsTi 2 Cl 7 cristalino. En estas estructuras, Ti 3+ exhibe una geometría de coordinación octaédrica.

## Aplicaciones
El TiCl₃ es el principal catalizador Ziegler-Natta y el responsable de la mayor parte de la producción industrial de polietileno. Las actividades catalíticas dependen en gran medida del polimorfo del TiCl3 (α, β, γ o δ) y del método de preparación.

### Uso en laboratorio
El TiCl₃ también es un reactivo especializado en síntesis orgánica, útil para reacciones de acoplamiento reductor, a menudo en presencia de agentes reductores añadidos, como el zinc. Reduce las oximas a iminas. El tricloruro de titanio puede reducir el nitrato a ion amonio, lo que permite el análisis secuencial de nitrato y amoníaco. Sin embargo, cuando el tricloruro de titanio se expone al aire, se produce un deterioro lento que a menudo da lugar a resultados erráticos, como en las reacciones de acoplamiento reductor.

## Seguridad
El TiCl3 y la mayoría de sus complejos suelen manipularse en condiciones sin aire para evitar reacciones con el oxígeno y la humedad. Las muestras de TiCl3 pueden ser relativamente estables al aire o pirofóricas. 